# Pierre Joris
Pour les articles homonymes, voir Joris.
Pierre Joris, né le 14 juillet 1946 à Strasbourg et mort le 27 février 2025 à New York, est un poète américano-luxembourgeois, éditeur, traducteur, essayiste, auteur d'anthologies et professeur de littérature anglaise, notamment à l'université d'État de New York à Albany.

## Biographie

### Jeunesse et formation
Né à Strasbourg en juillet 1946,, Pierre Joris passe son enfance et son adolescence à Ettelbruck au Luxembourg. Il fait ses études secondaires au Lycée de Diekirch, puis il suit une année de propédeutique à Luxembourg. En 1967, il quitte le Luxembourg pour entreprendre des études de médecine à Paris, puis, il s'installe en 1967 aux États-Unis. Il obtient en 1969 un Bachelor of Arts au Bard College, de Annandale-on-Hudson dans l'État de New York.

### Carrière
En littérature, Pierre Joris publie en anglais son premier recueil de poèmes, The Fifth Season (La 5e saison) en 1971. L'année suivante, il emménage à Londres et y fonde la revue littéraire Sixpack.
De 1972 à 1975, il poursuit des études à l'Institut des études américaines de l'Université de Londres sous la direction du professeur Eric Mottram (en), puis à l'université de l'Essex.
Sous la direction du poète américain Ted Berrigan, il obtient un Master of Arts (Mastère 2) sur la théorie et la pratique de la traduction littéraire de l'université de l'Essex en 1975.
De 1976 à 1979, il enseigne la littérature anglaise à l'université Mentouri de Constantine en tant que maître de conférences, puis il est chargé de cours invité (visiting professor) à l'université de Californie à San Diego.
En 1990, il obtient son Ph.D (doctorat) en littératures comparées à l'université d'État de New York à Binghamton et est professeur de littérature anglaise à l'université d'État de New York à Albany de 1992 à 2013.
Ses recherches sont principalement consacrées à la poésie anglophone contemporaine, à la poétique, à la traduction littéraire et aux interactions de la mondialisation, de l'interculturalité sur la production littéraire. Ses recherches sont exposées dans son livre A Nomad Poetics: essays, traduit en français sous le titre Pour une poétique nomade, pour la revue Dédale, no 11-12, janvier 2001, p. 355-366, ainsi que dans des revues anglophones comme The New Statesman, Translation Review, American Book Review et The Literary Review et dans le Livres-Bücher. supplément du Tageblatt, Zeitung fur Lëtzebuerg.

### Vie privée
Pierre Joris vivait à Bay Ridge (Brooklyn, New York) avec son épouse, l'artiste pluridisciplinaire Nicole Peyrafitte (en), qui sur sa page Facebook le 27 février 2025, a signalé sa mort.

## Appartenance à des sociétés littéraires
Pierre Joris est membre de diverses associations et mouvements littéraires :
- Membre fondateur de la LSV (Lëtzebuerger Schrëftstellerverband) Association des écrivains luxembourgeois depuis 1986[14] ;
- Cofondateur avec Jean Portante du Festival International de Poésie à Luxembourg depuis 1987 ;
- Membre du Conseil d'administration de la Hudson Valley Writers' Guild, Albany (état de New York). de 1992 à 1994 ;
- Membre de l'IAPL depuis 1996[15] ;
- Membre de MLA, depuis 1987[16] ;
- Membre de PEN (chapitre de New York) depuis 1993[17].

## Œuvres

### Poésie
- (en) Turbulence, Saint Lazaire Press, 1er janvier 1991, 61 p. (ISBN 978-1-880280-02-7),
- La dernière traversée de la manche : Poème, Editions Phi, 1er juin 1995, 95 p. (ISBN 978-2-89046-358-5),
- (en) H.J.R., Otherwind Press, Incorporated, 1999, rééd. 2000, 54 p. (ISBN 978-0-9626046-4-5),
- (en) Poasis : Selected Poems, 1986-1999, Wesleyan University Press, 1er mars 2001, 198 p. (ISBN 978-0-8195-6435-1, lire en ligne),
- (en) Meditations on the Stations of Mansur Al-Hallaj, Chax Press, 2 juillet 2013,
- coécrit avec  Habib Tengou, Stations d'al Hallaj : poèmes, Apic Éditions, 2018, 124 p. (ISBN 978-9931-468-32-5),

### Articles (sélections)
- « Heidegger, France, Politics, the University », 1989
- « Performance Score for "Pierre's Words"/"For Nate Mackey" », Callaloo, Vol. 23, No. 2,‎ 2000, p. 675-677 (3 pages) (lire en ligne),
- « For Nate Mackey », Callaloo, Vol. 23, No. 2,‎ 2000, p. 674 (1 page) (lire en ligne),
- « Canto Diurno #3-PARIS », Chicago Review, Vol. 55, No. 2,‎ 2010, p. 38-42 (5 pages) (lire en ligne),
- (he) « Paul Celan and Jacques Derrida: Writing as Translation, Translation as Writing », Dappim: Research in Literatur,‎ 2017, p. 9-26 (18 pages) (lire en ligne),
- « A Nomad Poetics Revisited: Poetry and Translation in a Global Age », Boundary2,‎ 11 septembre 2017 (lire en ligne),

### Essais
- (en) A Nomad Poetics : Essays, Wesleyan University Press, 5 novembre 2003, 159 p. (ISBN 978-0-8195-6646-1, lire en ligne),
- (en) Justifying the Margins, Salt Publishing, 25 juin 2009, 159 p. (ISBN 978-1-84471-434-6),

### Traductions

#### Depuis l'anglais vers le français
- Julian Beck, Chants de la révolution : édition bilingue, Union Générale d'Éditions, coll. « 10/18 », 1974, 305 p. (OCLC 955307855),
- Carl Solomon, Contretemps à temps [« Mishaps, perhaps. »], Christian Bourgois, 1975, 188 p. (OCLC 2426850),
- Grégory Corso, Sentiments élégiaques américain [« Elegiac feelings American »], Christian Bourgois, 1977, rééd. janvier 1996, 365 p. (ISBN 978-2-267-01329-0),
- Jack Kerouac, Mexico City Blues, Christian Bourgois, 1959, rééd. 31 janvier 1995, 503 p. (ISBN 978-2-267-01262-0),
- Sam Shepard, Motel chronicles, Christian Bourgois, 1er novembre 1985, 159 p. (ISBN 978-2-267-00399-4),

#### Depuis le français vers l'anglais
- Jean-Pierre Duprey, Temporal flight, traduction de [« La fuite temporelle »], Earthgrip Press, 1976 (ISBN 978-0-905341-03-3),
- Maurice Blanchot, The Unavowable Community, Station Hill Press, 1983, rééd. 1 février 1988, 60 p. (ISBN 978-0-88268-043-9),
- Arthur Rimbaud, 5 Translations From Arthur Rimbaud's Une Saison En Enfer, Writers Forum, 1984, rééd. 1991 (ISBN 978-0-86162-342-6),
- Habib Tengour, Empedocle's sandal [« La sandale d'Empédocle »], Duration Press, 1999, 20 p. (OCLC 43499294),
- Michel Bulteau, Crystals to Aden [« Les cristaux de folie »], Duration Press, 2000, 24 p. (OCLC 48272725)
- Abdelwahab Meddeb, The Malady Of Islam [« La maladie de l'Islam »], New York, Basic Books, 2002, rééd. 2 juillet 2003, 256 p. (ISBN 978-0-465-04435-1),
- Abdelwahab Meddeb (trad. co-traduit avec Ann Reid), Islam And Its Discontents [« La maladie de l'Islam »], Londres, William Heinemann, 21 août 2003, 241 p. (ISBN 978-0-434-01140-7),
- Pablo Picasso (trad. co-traduit avec Jerome Rothenberg), The Burial of the Count of Orgaz and Other Poems [« Écrits »], Exact Change, 2 mai 2004, 352 p. (ISBN 978-1-878972-36-1),
- Habib Tengour, Exile Is My Trade (Selected Poetry and Prose), Black Widow Press, 2012, rééd. 2014, 295 p. (ISBN 978-0-9842640-5-6),

#### Depuis l'occitan vers l'anglais
- Bernat Manciet, Ode to James Dean, Mindmade Books, 2014, 17 p. (OCLC 880909965)

#### Depuis l'allemand vers l'anglais
- Paul Celan, Breathturn, Green Integer, 1965, rééd 2006, 296 p. (ISBN 978-1-933382-52-4),
- Paul Celan, Threadsuns, Green Integer, 1968, rééd. 1 juin 2004, 300 p. (ISBN 978-1-931243-74-2),
- Paul Celan, Lightduress, Green Integer, 1970, rééd. 1 juin 2004, 300 p. (ISBN 978-1-931243-75-9),
- Kurt Schwitters, Pppppp : Kurt Schwitters Poems, Performance, Pieces, Proses, Plays, Poetics, Temple Univ Press, 1er septembre 1994, 296 p. (ISBN 978-1-56639-264-8)
- Paul Celan, Selections, University of California Press, 14 mars 2005, 242 p. (ISBN 978-0-520-24168-8),
- Paul Celan, Breathturn into Timestead : The Collected Later Poetry, Farrar, Straus and Giroux, 2 décembre 2014, 736 p. (ISBN 978-0-374-12598-1),

### Conférences et lectures
- Eye, Ear & Mind : A Conference on the Poetry of Ronald Johnson, SUNY Buffalo, 2000
- Journées Luxembourg 2000, Montréal / Québec / Trois-Rivières, 2000
- DAC2000, Digital Arts Conference 2000, Bergen, Norvège, 2000
- Celebrating Paul Celan, University of London, 2000
- Book/Ends: Transformations of the Book & Redefinitions of the Humanities, The University at Albany, octobre 2000
- Boston Poetry Marathon, Boston, MA, juillet 2001
- Festival de Rabat, Maroc, 2001
- Les Journées de Mondorf, Luxembourg, 2001
- Festival Franco-Arabe de poésie, Institut du Monde Arabe, Paris, 2001
- On Celan and the Shoah, 2013
- About Paul Celan and the meridian, sur une station de radio dans l'état de Washington, 2013

### Anthologie
- coécrit avec  Paul Buck, Matières d'Angleterre : Anthologie bilingue de la nouvelle poésie anglaise, Trois cailloux, 1984, 400 p. (ISBN 978-2-903082-16-1),
- (en) coécrit avec Jerome Rothenberg, Poems for the Millennium, volume 1, University of California Press, 4 novembre 1995, 839 p. (ISBN 978-0-520-07227-5, lire en ligne),
- (en) coécrit avec Jerome Rothenberg, Poems for the Millennium, volume 2, University of California Press, 21 avril 1998, 912 p. (ISBN 978-0-520-20864-3, lire en ligne),
- (en) Tristan Tzara, Rainer Maria Rilke, Jean-Pierre Duprey & Habib Tengour, 4X1, Inconundrum Press, 206 p. (ISBN 978-0-9679859-0-9),
- (en) coécrit avec Habib Tengour,, Poems for the Millennium, volume 4, University of California Press, 21 janvier 2013, 792 p. (ISBN 978-0-520-27385-6, lire en ligne),

## Prix et distinctions
- 1983 : The 1975 Fel's Literary Award (via CCLM)
- 1987 : Centre National des Lettres (France), bourse de traduction
- 1993 et 1997 : Fonds Culturel National (Ministère de la Culture, Luxembourg), bourse de recherches
- 1994 : Faculty Research Award Program grant, SUNY-Albany
- 1994 : PEN Center USA West Award for Translation (avec Jerome Rothenberg)
- 1996 : PEN Oakland Josephine Miles Award for Excellence in Literature (avec Jerome Rothenberg)
- 1999 : NEA Translation grant.

## Émissions radio
Dans les années 1980, Pierre Joris fut producteur pour France Culture, :
- Le secret professionnel du Black Mountain College, pour France Culture le 2 juillet 2017[20]
- Albatros - La nouvelle poésie anglaise : Eric Mottram, produit pour France Culture le 5 mars 2016[21]
- Tanger : identités fugitives (5/5): voyage, errances et nomadisme., sur France Culture le 7 mars 2008[22]
- Radio - Freides-Invité: Pierre Joris, RTL.lu, 2015[23]